# Гран-при Сан-Франциско
Гран-при Сан-Франциско (англ. San Francisco Grand Prix) — шоссейная однодневная велогонка по дорогам американского города Сан-Франциско в штате Калифорния. Проводилась 5 раз с 2001 по 2005 год.  

## История

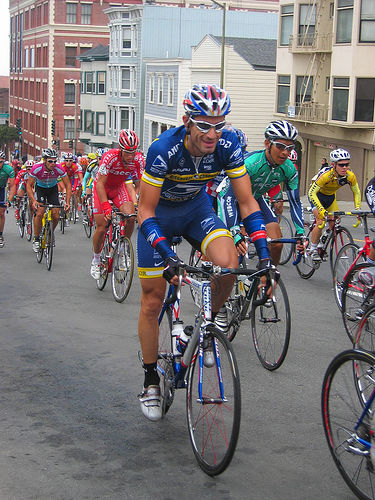
Джордж Хинкепи во время гонки 2004 года

На протяжении своего существования гонка меняла свою категорию и спонсорскую приставку в своём названии. В 2005 году входила в календарь UCI America Tour и имела высшую категорию 1.HC.
Маршрут проходил по самым известным улицам Сан-Франциско. Наибольшие сложности на дистанции представляли улицы Филлмор и Тейлор, на участках которых уклон достигал 18%.
В 2006 году проведение гонки было отменено из-за финансовых и политических трудностей.

## Победители
| Год                                       | Победитель     | Второй         | Третий            |
| ----------------------------------------- | -------------- | -------------- | ----------------- |
| BMC San Francisco GP                      |                |                |                   |
| 2001                                      | Джордж Хинкепи | Майкл Бэрри    | Трент Класна      |
| San Francisco GP                          |                |                |                   |
| 2002                                      | Шарль Дионн    | Хенк Вогель    | Массимо Гунти     |
| T-Mobile International / San Francisco GP |                |                |                   |
| 2003                                      | Крис Хорнер    | Марк Маккормак | Вячеслав Екимов   |
| 2004                                      | Шарль Дионн    | Фред Родригес  | Джордж Хинкепи    |
| 2005                                      | Фабиан Вегман  | Джон Лесвин    | Джейсон МакКартни |

- В 2004 году занявший третье место американец Джордж Хинкепи в 2012 году был дисквалифицирован UCI за применение допинга с 31 мая 2004 года по 31 июля 2006 года, все его результаты в этот период были аннулированы. Перераспределения мест не производилось.[1]